# Julie Meynen
Julie-Marie Meynen, född 15 augusti 1997, är en luxemburgsk simmare.

## Karriär
Meynen tävlade för Luxemburg vid olympiska sommarspelen 2016 i Rio de Janeiro, där hon blev utslagen i försöksheatet på 50 och 100 meter frisim.
I juli 2021 vid OS i Tokyo tävlade Meynen i två grenar. Hon slutade på 25:e plats på 50 meter frisim och på 32:a plats på 100 meter frisim.